# Sorex veraepacis
Sorex veraepacis — вид роду мідиць (Sorex) родини мідицевих.

## Поширення
Країни поширення: Гватемала, Мексика. Відома висота проживання від 1800 до 3100 м над рівнем моря. Цей вид може бути знайдений в холодних, вологих, сосново-дубових і широколистяних лісах.  

## Звички
Наземний вид, який використовує дрібні нори в опалому листі.

## Загрози та охорона
Вирубка лісу є загрозою в багатьох частинах ареалу. Цей вид зустрічається в деяких охоронних територіях.